# 江島大橋
江島大橋（えしまおおはし）は、鳥取県境港市と島根県松江市との間にかかる、境港臨港道路江島幹線の橋。国土交通省中国地方整備局境港湾・空港整備事務所が建設し、境港管理組合により管理されている。
島根側の取り付け部が極端な急勾配に見えることから「ベタ踏み坂」の通称がある（詳細は#ベタ踏み坂にて）。

## 概要
- 起点 : 鳥取県境港市渡町
- 終点 : 島根県松江市八束町江島
- 全長 : 1,446.2 m（盛土部含め1,704 m）[1]
- 幅員 : 11.3 m[1]
- 勾配 : 島根側6.1 %、鳥取側5.1 %[1]
- 車線数 : 2車線
- 制限速度 : 40 km/h
- 総工費 ： 228億円[4]
- 24時間交通量：14,905台[5]

## 構造
構造形式は、PC5径間連続有ヒンジラーメン箱桁橋である。桁下を航行する船舶の通航に支障がないよう、また工事および耐震の関係から、島根県側は6.1 %、鳥取県側は5.1 %の勾配を設けて44.7 mまで登る。中央支間長250mは、桁橋としては2014年現在で日本で第2位、コンクリート製に限れば日本最大、さらにPCラーメン橋に限れば世界で第3位に入る。

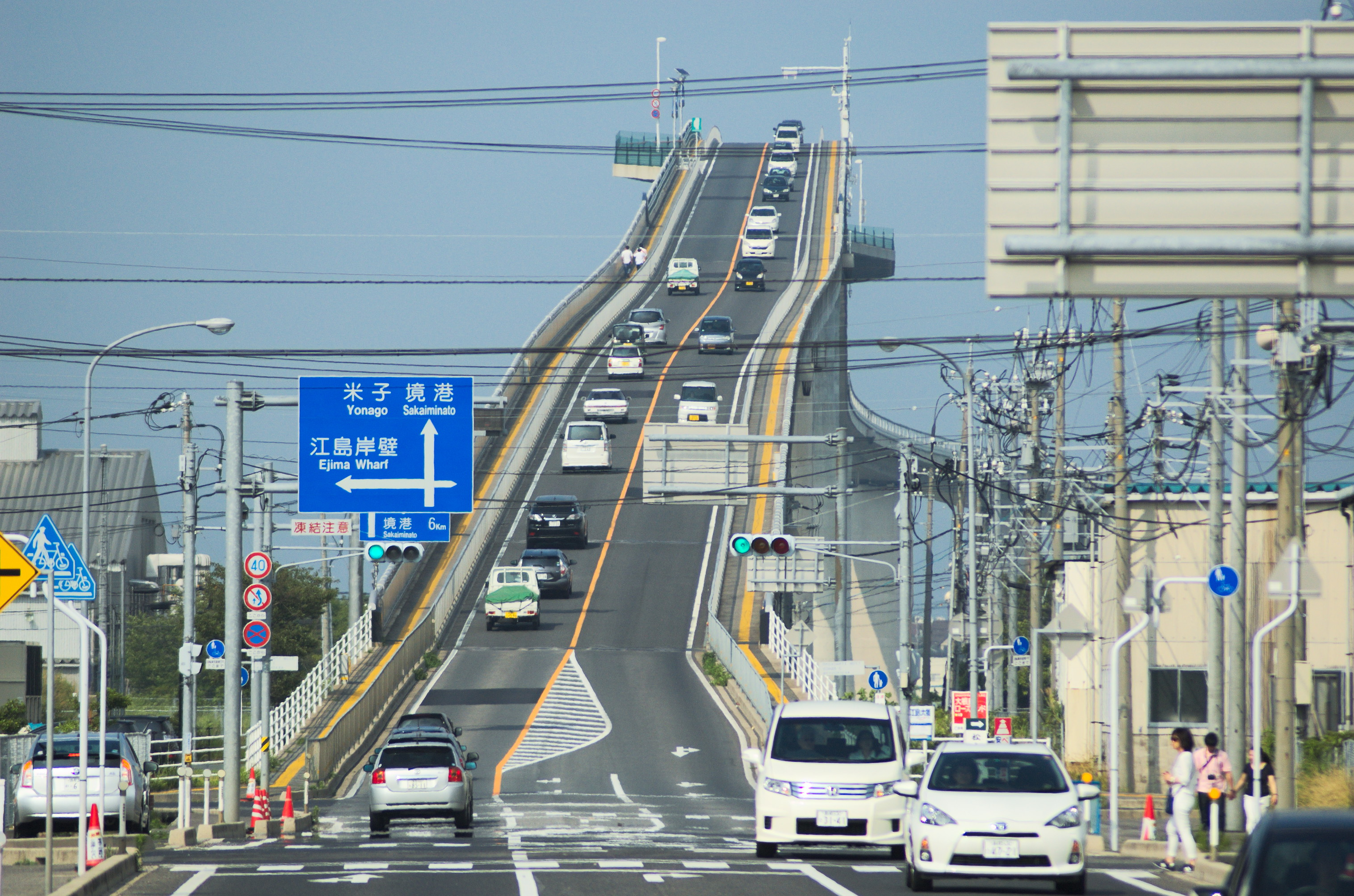
島根県側からみた勾配
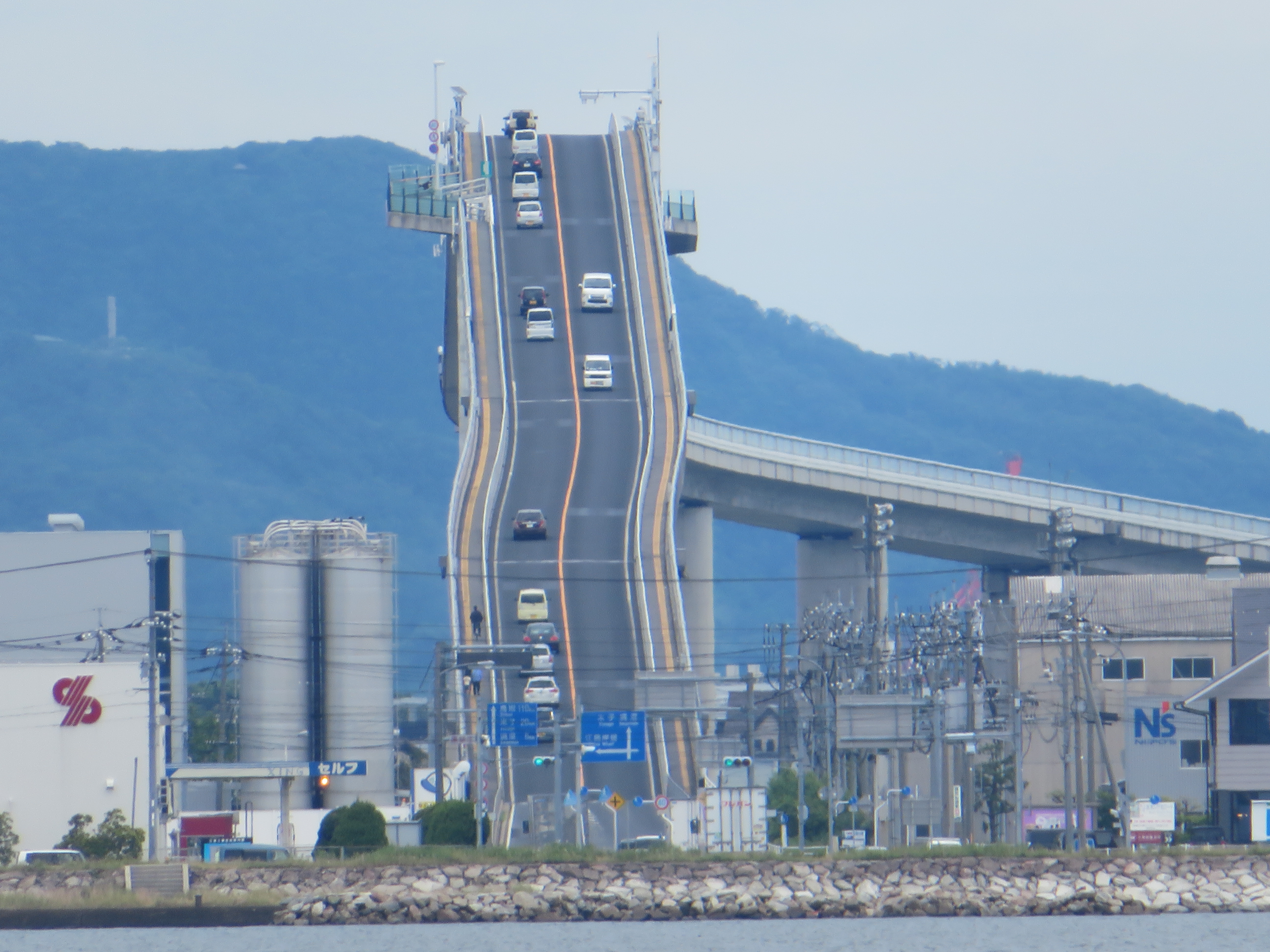
大根島から中海越しに見た江島大橋
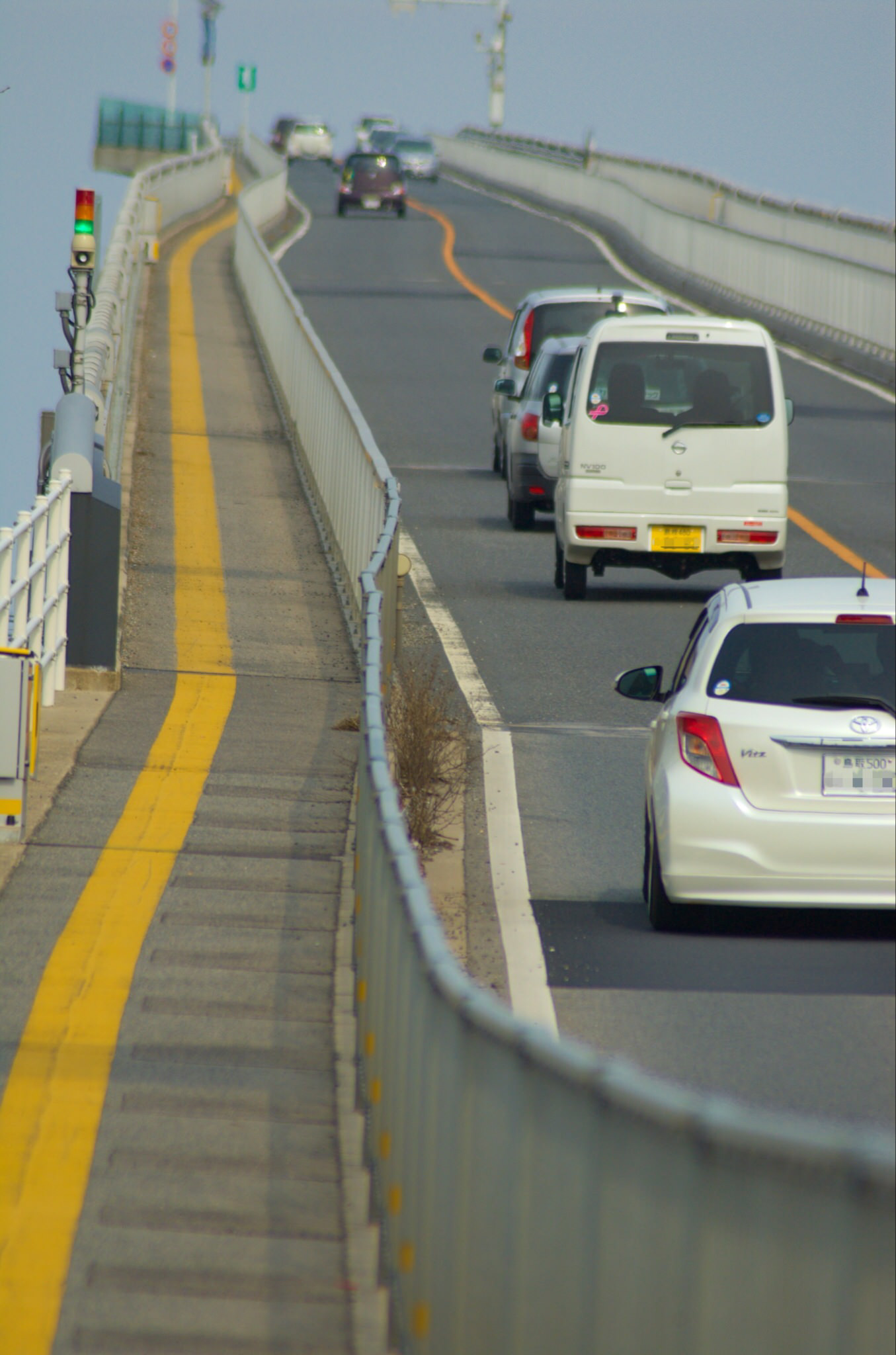
歩道部
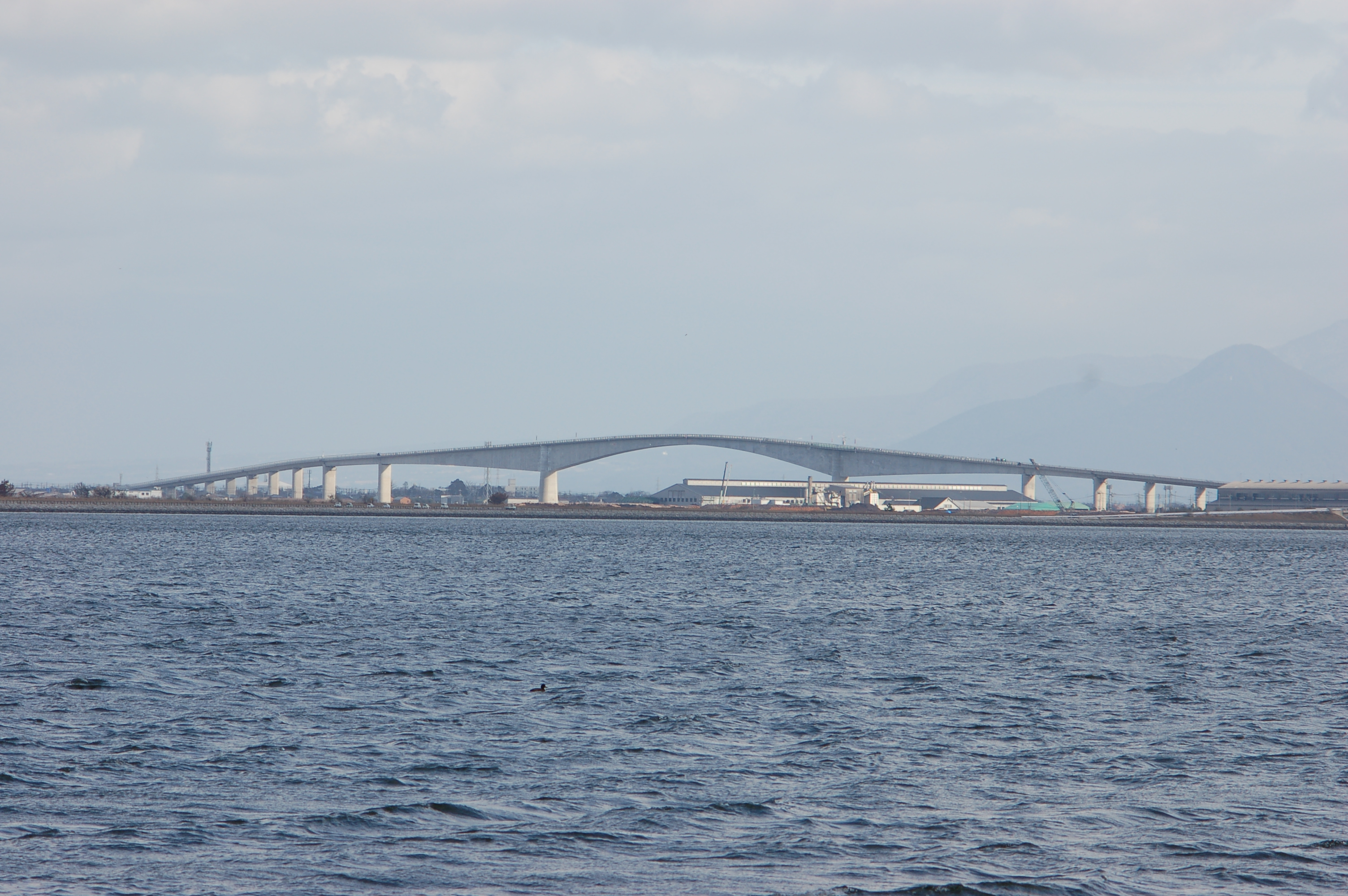
北側からの光景

## 沿革
以前は、すぐ南側にあった中浦水門上に作られた道路橋が、それまで船でしか渡れなかった江島と境港を結び、1日に約14,000台の車両などが利用していた。しかし、閘門上が跳ね橋として作られている関係上、船舶の通過時は通行が7〜8分ほど寸断されるために交通上の障害となっていたほか、14t以上の大型車は通行できなかった。そこで、中浦水門の交通上の問題を解消するため江島大橋が建設された。これに伴い、中浦水門は2005年10月ごろから撤去工事が開始され、2009年3月に工事がほぼ完了した。
- 2004年10月16日：供用開始[1][3]。

## 接続道路
- 鳥取県道246号渡余子停車場線（鳥取県境港市渡町〔起点〕）
- 島根県道338号美保関八束松江線（島根県松江市八束町江島〔終点〕）

## ベタ踏み坂
- 2013年12月28日から放映されたダイハツ工業の「タントカスタム（LA600S型）」のCM（演 - 綾野剛、豊川悦司）には「軽自動車（しかも重いスーパーハイト型）では坂道は非力だ」という通説を覆すべく、その走行性能を実証するため[7]江島大橋が登場しており、CMでは橋の急勾配から「ベタ踏み坂」と演出されている[8][9][2]。なおCM製作時はCGの使用は考慮されておらず、当橋を見つけた際はスタッフ一同驚き、CM撮影の際には迫力が出るような構図を狙ったという[7]。
- 道路の勾配は1971年より道路構造令により最大12%と定められており[10]、島根側の勾配6.1%は基準の半分、度に換算すると約3度でしかない。このため実際に通行する際は軽自動車であってもアクセルを深く踏み込む必要はない。
- 江島大橋がジェットコースターの上り坂のような極端な急勾配に見えるのは、対岸の大根島から望遠レンズで見たときに起きる圧縮効果によるものであり、橋の袂では急勾配には見えない[11]。

- 中海の上流側にある大橋川は松江港の港湾法に基づく港湾区域になっており5000t級の船舶が通航するため、江島大橋を含め近隣の橋梁では勾配が大きいものが多い。大橋川河口にある中海大橋（島根県松江市）の勾配に至っては江島大橋よりも大きい勾配7%[12]、外海への出入口となる境水道の境水道大橋は最大7.25%となっている[13]。